# Браила
 Тази статия е за град Браила.  За окръга вижте Браила (окръг).  
Браѝла (на румънски: Brăila) е град и административен център в окръг Браила, Влашко, Източна Румъния. Градът е пристанище на левия бряг на река Дунав. Има население от 180 302 жители (2011). Намира се на около 20 км от град Галац.

## История
Браила е старо селище, разположено на левия бряг на река Дунав. За първи път името му се среща в древно географско и пътно испанско описание „Libro del conocimiento“ (1350), както и в няколко каталански карти (Angellino de Dalorto, 1325 – 1330 и Angelino Dulcert, 1339). Споменат е като Brayla през 1368 г. в транспортно и търговско разрешително на брашовски търговци.
Превзет от османците през 1538 – 1540 г. Има статут на кааза от 1554 г. до края на руско-турската война (1828 – 1829 г.), през който период носи името Ибраил. Бил е обсаден и опожарен от княза на Молдова Стефан Велики като репресивна мярка срещу Радул Красиви – съюзник на османците. Своя разцвет градът изживява в началото на 20 век, когато неговото пристанище е важен пункт за внос и износ на стоки от Румъния, достъпно за малки и средни морски съдове.

### Античен период
Намерени са следи от обитаването на района още в от неолита, бронзовата епоха. Според румънски историци между IV и III век пр. Хр. там е имало селище на гетите, поддържали връзки с гърците от порт Евксин до Елада. Било е разположено на високата тераса над река Дунав.

### Средновековна Браила
От 681 година попада в територията на Аспарухова България.
В документа, с който Владислав (Влайко войвода) дава търговски привилегии на брашовските търговци на 20 януари 1368 г., посочва Браила като важно търговско селище на Влашко.
Владислав I (1364 – 1377 г.), наричан още Влайку Войвода (Вода), е владетел на Влашко между 1364 и 1377 г. Владислав е български болярин и васал на българския цар Иван Александър. Син е на владетеля Никола Александър Басараб и брат на войводата Радул I. Оригинален документ от Владислав (Влайко войвода) на български език със символа на династията Асеневци:
По време на турското владичество градът е подлаган последователно на обсади от: Валеранд де Ваврин (1445); Стефан Велики, който го изгаря през 1470 г.; Йоан вода чел Кумплит (1547). Михай Витязул освобождава Браила от турците през 1595 г., изгражда в града църквата „Св. Николае“.
Периодът от 1711 до 1812 г. е век на чести битки между руси, османци и австрийци, при които Браила е превземана, разрушавана, изгаряна и строена наново. Тази тежка епоха за града свършва с подписването на мирния договор от Адрианопол (2 септември (стар стил) 1829 г.), с който Браила става част от Влашко.
През 17 – 18 век са проведени масови бунтове и въстания срещу фанариотите, които се опитват да погърчат местното население и превземат църквата отвътре.
В 1865 година се създава държавата Румъния и Браила попада в територията на новосъздадената държава. Кирилицата и българският език се заменят с латински и новосъздадения румънски език.

### Съвременна история
След 19 век градът процъфтява. Улиците са павирани, поставят се улични фенери, открива се военна болница, а през 1836 г. придобива официално статута на град „porto-franco“. Изграден е паркът „Белведере“, основани са печатници, банки, казарма, театър, девическо училище, гимназия. Построени са нови докове, железопътна линия и множество фабрики.
Градът е тясно свързан с историята на България и нейните националноосвободителни борби. Там е създаден Българското книжовно дружество, преобразувано по-късно в Българска академия на науките.
При избухването на Балканската война през 1912 г. 3 души от Браила са доброволци в Македоно-одринското опълчение.

## Личности
Родени в Браила

- Васил Попович (1833 – 1897), български писател
- Серж Московичи (1925 – 2014), френски психолог

Свързани с Браила
- Добри Войников (1833 – 1878), български писател и просветител, учител в града през 1864 – 1870
- Димитър Греков (1847 – 1901), български политик, адвокат в града през 1870-те
- Димитър Паничков (1810 – 1909), български издател, живее в града през втората половина на 19 век
- Васил Стоянов (1810 – 1909), български учен, живее в града през 1868 – 1873

## Други
На Браила са наречени улици в София (кв. „Борово“ и кв. „Красно село“), Пловдив (кв. „Кършияка“), Варна, Шумен (Южна промишлена зона), Русе (ж. к. „Здравец Изток“), Плевен, Ямбол и др.

## Побратимени градове
- Плевен, България